# Лебединское (Донецкая область)
Лебединское (укр. Лебединське) — село, входит в состав Сартанской поселковой общины Мариупольского района Донецкой области. До 11 декабря 2014 года входило в Новоазовский район, до 17 июля 2020 года — в Волновахский район.
Код КОАТУУ — 1423683501. Население по переписи 2001 года составляет 718 человек. Почтовый индекс — 87640. Телефонный код — 6296.

## История
В 2014 году село переподчинено Волновахскому району.

## Местный совет
87640, Донецкая область, Волновахский район, с. Лебединское, ул. Заводская, 3.[обновить данные]